# 黑疣大壁虎
黑疣大壁虎（学名：Gekko reevesii）俗称黑蛤蚧，一种大型壁虎。原被视为大壁虎（Gekko gecko）或其一个亚种，中国学者根据其形态、基因、叫声的差异，将其提升为一个独立物种。

## 形态特征
与大壁虎相比，黑疣大壁虎背部色斑较杂，有多种颜色，皮肤颜色也更多样，以黑褐色为主。腹部呈暗黄色。

## 地理分布
黑疣大壁虎是中国和越南北部的原生物种。